# Studio Scarabee
Theater Scarabee was een Nederlands toneelexperiment dat is ontstaan in Den Haag in de jaren zestig als antwoord op de heersende traditionele toneelvormen. Op verschillende gebieden van kunst werd naar een nieuwe expressievorm gezocht. Dit resulteerde in een serie producties die zich aan de toeschouwer als een kijkdoos vol tableaux vivants ontrolden.

## Het ontstaan
Het idee voor de realisatie van een nieuwe vorm van theater is van de Haagse kunstschilder Adri Boon. Karakteristiek voor de activiteiten van Theater Scarabee is het streven vanuit de beeldende kunst een samengaan tot stand te brengen met andere expressiemiddelen als muziek, gebaar, woord en film. Scarabee wil dus een vorm van totaaltheater bedrijven.
De vaste kern van de groep was Adri Boon, Jan van As en Raf Thunnissen.

## Eerste productie
De eerste grote productie die door Adri Boon wordt uitgebracht is de metafysisch realistische triptiek Spiraal, die in december 1965 in de Haagse Kunstkring in première gaat. Van wezenlijk belang voor de ontwikkeling van het stuk zijn de pop-happenings die eerder in de kunstkring plaats vonden. In 1965 brengen Adri Boon en Titus Cruls het “erotisch alfabet”. Spiraal is een variété-achtig spektakel, vol tableaux vivants. Het is de eerste van tien theaterproducties en 2 voor televisie aangepaste films die tot stand gaan komen.

## Declamatorium met 45 leerlingen
Het vervolg vindt plaats op het Huygens Lyceum in Voorburg. Samen met Carolien en Jan van As brengt Adri Boon een schoolproductie uit die geïnspireerd is op de tekst Klaagzang voor Ignacio Sanchez Mejias van Garcia Lorca. Ze ontwerpen een model voor een declamatorium. De componenten zijn het theatrale licht, projecties van vloeistofdia’s, gesproken teksten, sissen, neuriën en gitaarspel. De uitvoering geschiedt door 45 leerlingen van het Lyceum, die ingedeeld zijn in solisten en koren. De tekst van Lorca wordt door Boon zelf vertaald. Tijdens de uitvoering improviseert Adri Boon op gitaar op thema’s uit composities van Villa Lobos en Fernando Sor.

## Subsidietoekenning
Uit het jaarverslag van de Raad voor de Kunst, Den Haag 1968: “Stichting Theater Scarabee welke zich ten doel stelt het oprichten en in stand houden van een toneelgroep, die langs de beeldende kunst tot een nieuwe vorm van theater tracht te komen en aldus tot een beeldend schouwspel geraakt dat zich in tijd en ruimte afspeelt”, verzocht de Minister om een subsidie voor de voorbereiding van een nieuw programma. De Dagelijkse Raad raadpleegde de afdeling Toneel en de afdeling Beeldende Kunsten en Bouwkunst. In het advies kwam tot uiting dat Theater Scarabee onmiskenbaar een doorbraak vertegenwoordigt naar andere nieuwe theatervormen die de moeite van het beproeven waard zijn. In de activiteiten welke in het bijzonder op de beeldende mogelijkheden van het toneel zijn gericht, zag men een waardevolle poging tot vernieuwing van het theater, omdat hiermee een nieuwe mogelijkheid tot overdracht wordt geschapen.” Genoemd jaarverslag is uitgevoerd met een zilveren cover en geïllustreerd met ontwerpen voor het experimentele totaalkunstwerk Poppetgom. De totale lay-out was van Jan van Toorn.

## Een eigen theaterruimte
In 1969 betrekt Scarabee met gemeentelijke subsidie een eigen theater in de Willemstraat in Den Haag. D naam verandert in Studio Scarabee. Hierna volgen zeven producties, die niet alleen in Nederland, bijvoorbeeld bij het Mickery Theater, toen nog gevestigd in Loenersloot, maar ook op toonaangevende festivals en in musea in het buitenland worden getoond.

## Televisie
Februari 1966. In het programma Mies-en-scène verschijnen de dirigent-componist Bruno Maderna en de schilder-dichter Lucebert samen met de Zangeres Zonder Naam. Zij hebben voor haar een smartlap geschreven, 'De Soldatenmoeder', over een Amerikaanse soldatenmoeder die tot lichtekooi vervalt - ook voor de Vietcong - na het verlies van haar zoon. Dit lied met dubbele bodem is geschreven voor het metafysisch realistische theaterstuk Poppetgom.
Op woensdag 4 juni 1969 zond de Nederlandse televisie in het programma Eigentijds het totaal-kunstwerk Poppetgom uit in een bewerking door Fred Bosman.
Fata Banana bezorgt de NOS een wereldprimeur voor de televisie. Op 26 mei 1971 werd het stuk in het programma Eigentijds over twee netten tegelijkertijd uitgezonden.
In opdracht van de NOS maakt Studio Scarabee een speciaal aan het medium televisie aangepaste film, genaamd `Witstrip`. Deze film werd op 18 mei 1973 uitgezonden.

## Opheffing in 1983
Peter Kerster schrijft: “Toen de producties almaar duurder werden, terwijl het publiek - als gevolg van de kleine behuizing -relatief klein bleef, liepen de moeizame onderhandelingen over een vaste subsidiëring hopeloos vast. Toen ook de gemeente de huur opschortte, besloot Scarabee zich op te heffen.”

## Alle producties van Studio Scarabee
- Pophappening, 1965 in Haagse Kunstkring met Tito Cruls en diverse leden van de Haagse Kunstkring.
- Spiraal, 1965 Haage Kunstkring met Inge Tielman, Raf Thunnissen, Tito Cruls. Kostuums: Lucie van Duijn, Mia Geysel, Marijke de Wit, Gerard Coljé, Adri Boon, Cees Paauw, Rob Tuinebreijer, Loek Muntz. Decorontwerp: Lucie van Duijn, Mia Geysel, Marijke de Wit, Gerard Coljé, Adri Boon, Cees Paauw, Rob Tuinebreijer, Loek Muntz. Uitvoerenden: Mia Geysel, Dicky Goodman, Marjan Laffra, Tineke Lucas, Marja Smit, Inge Tielman, Adri Boon, Tito Cruls, Cantius Geysel, Loek Muntz, Gerard van Ochten, Raf Thunnissen, Eric Tielman, Rob Tuinebreijer.
- Klaagzang voor een Stierenvechter, 1966 met 45 leerlingen van het Huygens Lyceum in Voorburg met Carolien en Jan van As. Op basis van het gedicht van Lorca. Lichteffecten van Christa van Santen.
- Batman in Ballingschap, 1967 Haagse Kunstkring, met Raf Thunissen en Jan van As. Op basis van een ballade van Hendrik de Vries en tekst van Johan van Nieuwenhuizen. Kostuums: Thea van Loon, Hendrik-Jan Koldeweij. Decorontwerp: Herman Berserik, Rob Tuinebreijer, Cor Blok, Adri Boon, Michel Cardena, Gerard Coljé, Ivo Coljé, Lucie van Duijn, Martijn Reeser, Christa van Santen. Uitvoerenden: Cantius Geysel, Carolien van As, Jules Bekker, Terese Damen, Mia Geysel, Pia Herweijer, Hendrik-Jan Koldeweij, Rob Tuinebreijer.
- Poppetgom, 1969 in het eigen theater, Den Haag met Raf Thunnissen en Jan van As. Teksten: Lucebert. Kostuums: Thea van Loon, Hendrik-Jan Koldeweij. decorontwerp: Woody van Amen, Hans Hollenbach, Ber Mengels, Lucie van Duijn, Gerard Coljé, Adri Boon, Pat Andrea. Muziek: Bruno Maderna. Uitvoering muziek: Leden van het Residentie Orkest, Orkest van Jean Kraft, De Zangeres zonder Naam, Pax Gritter, Julien Coco. Uitvoerenden: Pax Gritter, Albert Vogel, Cantius Geysel, Carolien van As, Rob Tuinebreijer, Richard Kagie, Hendrik-Jan Koldeweij, Jan van As, Carla Ruimschotel, Ellen Foppe, Raf Thunnissen.
- Fata Banana, 1971 in het eigen theater, Den Haag met Jan van As. Tekst: Lucebert.kostuums: Gerard Coljé, Hathor Couture, Ariadne Sinke, Lisette van Meeteren. decorontwerp: Woody van Amen, Peter Blokhuis, Adri Boon, Maria Carlier, Gerard Coljé, Lucie van Duijn, Georg Hadeler, Hans Hollenbach, Lucebert, Jan van Munster, Dick Simonis, Rob Tuinebreijer, Gerard Verdijk. Muziek: Otto Ketting. Uitvoering muziek: Koor Sursum Corda, S. Zuzek, S. v. d. Houten, R. Weeteling, F. van Gulick, H. van Dijk, F. v. d. Kraan. Uitvoerenden: Huberte Blokhuis, Pax Gritter, Adri Boon, Cantius Geysel, Dick Klees, Lucebert, Albert Vogel, Lodewijk Meeuwsen, Eduard Koning.
- Witstrip, 1973 in opdracht van de NOS, een film aan gepast voor televisie, uitgezonden in het programma Eigentijds, met Jan van As, Gerard Coljé, Caroline Goedbloed. uitvoerenden: Silvester Brobbel, Ab van Overdam, Harro Ruijsenaars, Eduard Koning, Fred Bosman.
- Dummies, 1974 Kurzaal Scheveningen met De Nederlandse Operastichting. tekst: Bert Schierbeek, muziek Otto Ketting. Decoronterp: Woody van Amen, Peter Blokhuis, Adri Boon, Gerard Coljé, Hans Hollenbach, Heppe de Moor, Jan van Munster, Gerard Verdijk. Uitvoering muziek: Jan van As, Anne Haenen, Marius van Altena, Richard Barrett. Uitvoerenden: Mercè Montserrat, Jan van As, Rob Tuinebreijer, Ton van der Zalm, Joan Torres.
- Havana Jojo, 1977 met Jan van As en Raf Thunnissen. Choreografie: José Lewis. Kostuums: Nanci John, Thea van Loon. Uitvoerenden: Caroline Goedbloed, Marian Vloetgraven, Coen van Erkel, Ronald Beer, Harold Hennep, Ram Koot, Ken Montnoir.
- Perfidia, 1979, met Raf Thunnissen. Productie: Fiona Hannaart. Choreografie: José Lewis. Kostuums: Ernst Jan Beeuwkes. Uitvoerenden: Caroline Goedbloed, Connie Burgemeestre, Harold Hennep, Evert de Jager, Harrie Mertens, Floris van Spronsen.
- Plus Echo, 1982 op basis van teksten van Jorge Luis Borges, bewerkt door Adri Boon en Raf Thunnissen. Kostuums: Ernst Jan Beeuwkes. Decorontwerp: François Morellet, Gianni Colombo, Peter Lowe, Gerard Coljé, Johan van Zutphen. Uitvoering muziek: Godfried Hoogeveen, Michel Roche. Uitvoerenden: Henk van Ulsen als Melanchton, Wim de Haas, Bas ten Batenburg, Lou Landré, Diduine van Delft, Corrie Burgemeester, Simone Dresens, Jos Lewis, Evert de Jager, Kees van Lier, Arnold Knoppert.
- Het Oneindig Labyrinth – onvoltooid